# River Bend (Carolina del Nord)
River Bend è un comune degli Stati Uniti d'America, situato in Carolina del Nord, nella contea di Craven.